# UserGate Web Filter
UserGate Web Filter - шлюзовое решение для фильтрации веб-контента, обеспечивающее фильтрацию по категориям веб-сайтов и по их содержимому с использованием морфологического анализа.

## Сфера применения
UserGate WebFilter может использоваться для решения широкого спектра задач как частными лицами так и государственными, коммерческими организациями. 
Сферы применения продукта:
- Бизнес и корпоративный сектор
- Школы, ВУЗы, Библиотеки
- Точки публичного доступа (WiFi hotspots)
- Интернет-провайдеры

## Функциональность

### Фильтрация по категориям сайтов
Продукт имеет механизм фильтрации сайтов по категориям, используется технология Entensys URL Filtering 2.0, которая также применяется в UserGate и KinderGate Родительский Контроль, база данных которой имеет более 500 миллионов адресов, и разбита на 65+ категорий (порнография, онлайн-казино, социальные сети и прочее). 

### Безопасный поиск
Посредством UserGate Web Filter можно принудительно активировать "безопасный режим" в популярных поисковых машинах - Google, Yandex, Yahoo, Bing, Rambler и на YouTube. С помощью данного инструмента повышается эффективность фильтрации при откликов на запросы по графическому, аудио или видеоконтенту.

### Морфологический анализ
Продукт осуществляет морфологический анализ контента на наличие заданных словосочетаний, что позволяет контролировать доступ к конкретным страницам или разделам ресурсов, содержащих нежелательный контент. Подобный подход весьма актуален для фильтрации динамически изменяющихся страниц - форумов, страниц в социальных сетях, блогах и т.д.

### Блокирование всплывающих окон и баннеров
UserGate Web Filter способен блокировать всплывающие окна и баннеры, которые могут содержать нежелательный, рекламный контент или вести к заражённым страницам.

### Черные и белые списки
Система правил в продукте позволяет создавать "белые" и "черные" списки ресурсов. Существует возможность подписки на наборы сайтов. В продукте реализована возможность блокировать ресурсы запрещённые государством на федеральном уровне.

### Антивирусная проверка трафика
В продукте реализован механизм проверки трафика антивирусным модулем, разработанным компанией AVIRA, который производит сигнатурный и эвристический анализ всего контента, передаваемого через шлюз.

### Фильтрация шифрованного HTTP трафика (HTTPS)
Кроме анализа незашифрованного HTTP трафика, UserGate WebFilter обладает возможностями фильтрации шифрованного HTTPS трафика на лету. 
Механизм основан на подмене HTTPS сертификата, при этом продукт позволяет создать сертификат в интерфейсе и задать необходимое описание.

### Мониторинг и статистика
UserGate WebFilter предоставляет возможность сбора и отображения статистики по посещёным и заблокированным ресурсам и по DNS запросам соответственно. Использование отчётов позволяет более оперативно и детально производить анализ проблем, связанных с нарушением политики безопасности в организации или нецелевым использованием ресурсов сети.

### Варианты поставки и кластеризация
UserGate Web Filter доступен в трех вариантах поставки:
- программное решение;
- программно-аппаратный комплекс;
- виртуальный апплаенс - специальный образ, предназначенный для развертывания на виртуальной машине.

Решение поддерживает возможность кластеризации, что обеспечивает масштабируемость продукта. Разработчик также предоставляет API для внедрения в системы интернет-провайдеров.

## Награды
- Победитель SC Awards Europe в номинации Best Web Content Management Solution - июнь 2015[1]